# BVG H
BVG H는 베를린 지하철의 대형 규격용 철도 차량이다. 1995년에 첫 편성이 반입되었고, 베를린 지하철의 역사 상 최초로 편성 내 전체 차량을 이동할 수 있게 되었다. 이전까지 도입된 차량과 외관과 기술적인 면에서 큰 차이가 생겼다.

## 개발
독일 통일 이후 BVG와 베를린 S반은 통일된 동서베를린을 위한 통일된 차량이 대량으로 필요했다. 당시에 운행하고 있었던 차량은 이미 기술이 구식화되었거나 차량간에 큰 기술적인 격차가 있었다. BVG는 차후 무인 운전이 가능하도록 개조 가능한 3량 1편성 차량을 도입하려고 했으나 이 계획을 포기하고 6량 1편성 차량 구입을 결정했다.
1992년 H형 전동차 115편성 납품 계약을 체결했다. 그러나 통일 이후 인구가 예상보다 크게 증가하지 않았고 예산 사정이 악화되면서, 총 26편성이 납품된 이후 20편성만 더 납품받기로 확정했다. 이로 인해서 4천만 마르크 위약금을 물어야 할 위기에 처하자 베를린 상원 예산 위원회에서 이 문제를 협상했다.
1995년부터 H95형 시제차 5001, 5002편성이 헤니히스도르프에 있는 Adtranz 공장 부지에서 시험 운행을 거쳤고, 이후 영업 시운전이 U5 노선에서 진행되었다. U5 노선에는 당시까지도 D형과 EIII형 전동차가 운행 중이었기 때문에 영업 시운전 노선으로 선택되었다. EIII형 전동차는 1994년 영업 운행을 중단했다.
양산차 납품은 1997년부터 시작되었으며, 당시 계약분으로는 24편성이 납품되었다. 시제차와 양산차의 공차중량이 달랐기 때문에 H97이라는 별도의 이름이 붙었고, 5003부터 5026편성까지가 이에 포함된다. 2000년에는 20편성 추가 납품 계약이 체결되었으며, H01 5027부터 5046편성까지가 이에 해당한다. 2002년 마지막 편성이 납품된 이후 추가 계약은 체결되지 않았다. 소형 규격용인 HK 전동차와 마찬가지로 차륜에 문제가 있었기 때문에 2007년 4월부터 H97 및 H01 전동차 중 23편성이 수 주 동안 운행을 중단해야 했다.

## 차량 구조

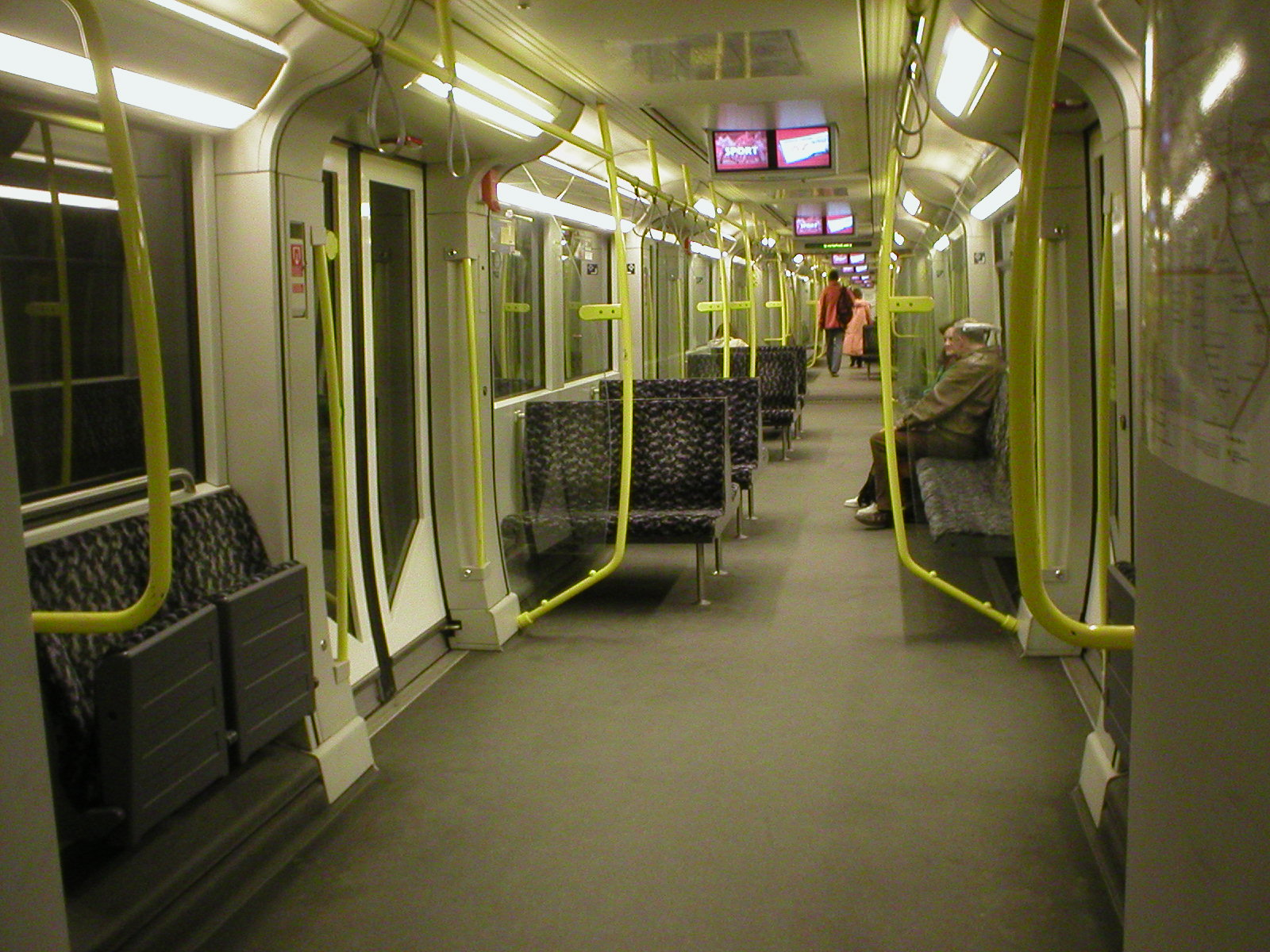
시험 목적으로 5018편성에는 크로스 시트와 롱 시트가 혼합 장착되어 있다.

H형 전동차의 차체는 베를린 지하철에서 최초로 완전 압출성형으로 제작되었다. 용접 개소가 줄어들었기 때문에 차체 외부 교정 작업이 줄어들었다. 차체 내부 역시 알루미늄 압출성형을 최소 길이를 만족하는 선에서 가능한 한 많은 곳에 사용하였다.
차체는 빈 파이프형으로 설계되어 각종 기기는 차체 하부와 천장부에 배치되었다. 차량간 통로와 연결기 주변으로 필요한 모든 연결(전기, 압축 공기, 공조)이 배치되었다. 차량 하부 기기는 빠르게 교체할 수 있는 컨테이너 단위로 배치되어서, 고장으로 입고되었을 때 차량 내 컨테이너 교체만으로 운행을 재개할 수 있도록 하였다. 반면 신뢰성을 확보하기 위해서 공기 압축기는 빠르게 교체할 수 없도록 설계되었다. 선두차의 길이는 15.80 m로 중간차보다 15 cm 더 길다. 운전실과 객실 사이에 별도의 제어기가 배치되지 않았기 때문에 향후 무인 운전으로 개조되었을 때 운전실에 해당하는 공간까지 객실로 사용할 수 있도록 염두에 두었다. 선두차의 비상 탈출문은 빠르게 분리할 수 있는 비상 탈출창으로 교체되었다.

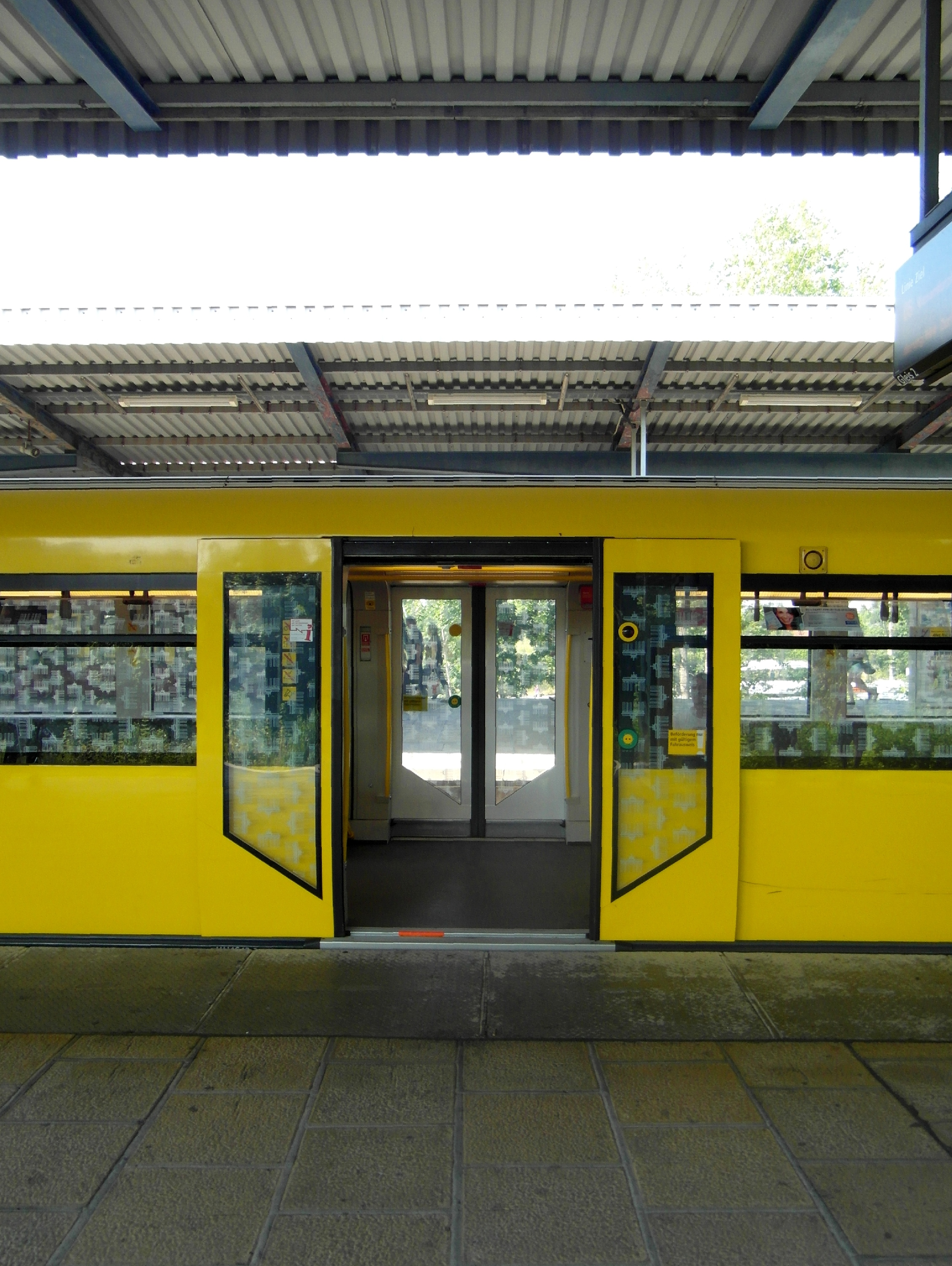
플러그인 도어 3비차

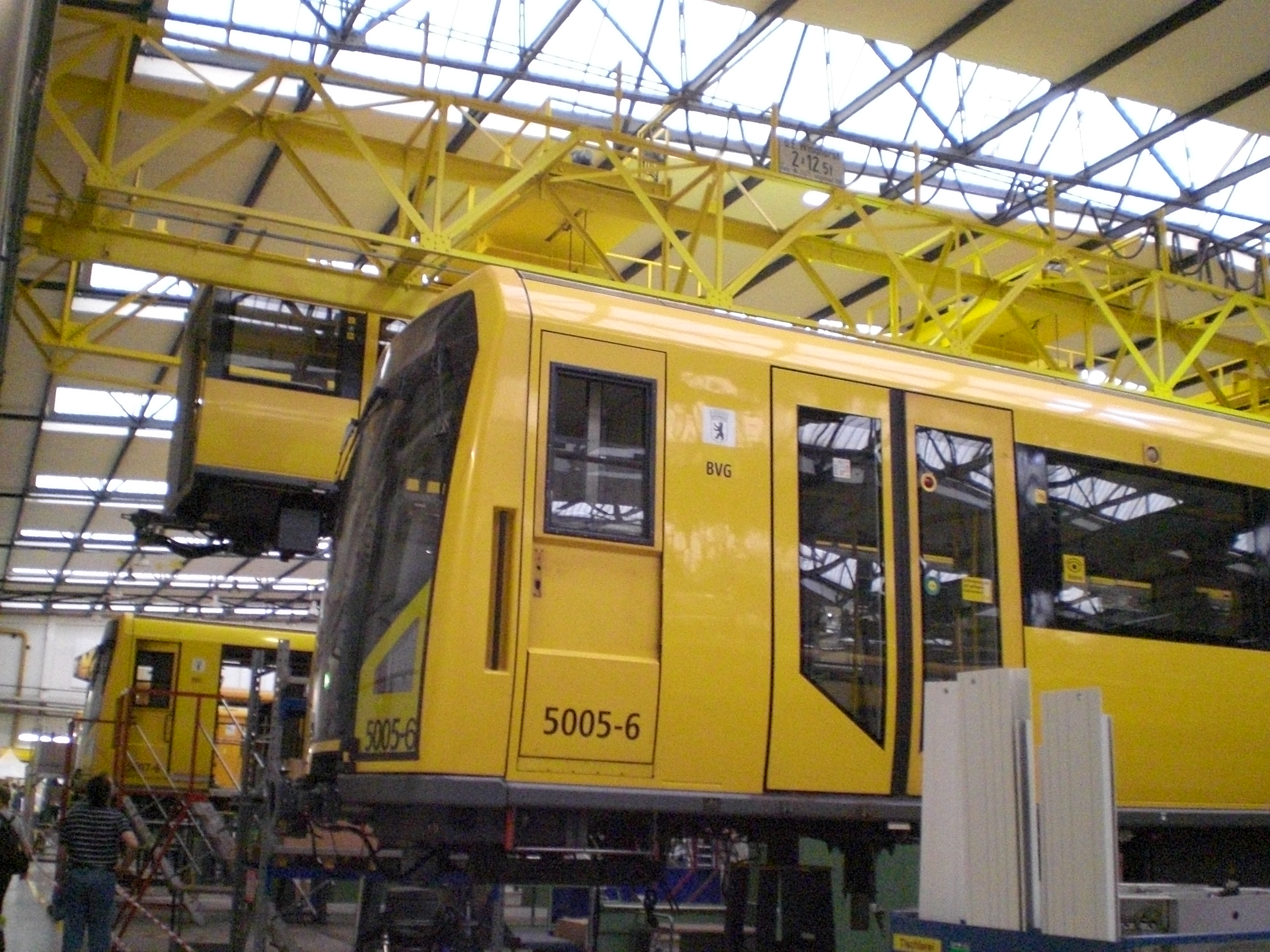
제슈트라세 기지에 있는 H형 전동차

차량은 플러그인 도어가 장착된 3비차이며 출입문 폭은 1,600 mm이다. F형 전동차와 비교했을 때 차체 내부에 플러그인 도어 회전 공간이 확보되었다. 또한 바닥 높이가 100 mm 더 낮아졌다. 6량 편성 전체를 내부에서 이동할 수 있으며, 차량간 통로는 크기가 거의 줄어들지 않아서 승객을 더 수용할 수 있다. 이 통로는 ICE에 사용된 것과 유사하며, 통로벽은 유연한 재질로 만들어져 있다. 6량 편성 정원은 좌석 총 208명이며 이 중 40석은 접이식 좌석이다. 5018편성을 제외한 전 차량이 롱 시트를 사용하고 있으며, 크로스 시트를 장착하기에는 차량 내부 폭이 충분히 확보되지 않았다.
내장재의 주요 색상은 흰색과 노란색이다. 차량 내장재와 운전실 기기 배치를 위해서 바벨스베르크의 DEFA에서 모형이 제작되었다. 모델을 통해서 실내 조명이 객차 내부에 고르게 분포되도록 설계했다. BVG의 직장 평의회에서는 운전실 기기 배치에 참여했다. 이 접근 방식을 통해서 개발 비용을 절감했다.
2011년 4분기에 5035 편성에 컬러 LED 전면 행선 안내기와 LCD 측면 행선 안내기가 장착되었다. 베를리너 펜스터 시스템은 플렉시티 베를린과 비슷한 소프트웨어로 구동되는 행선 안내기로 교체되었다. 각 차량의 선두부와 말단부에는 열차의 향후 정차역을 표시하는 디스플레이가 추가되었다. 2011년 12월 말부터 영업 운행용으로 허가되었고 U5 노선에서부터 운행을 시작했다. BVG에서는 모든 H형 열차의 행선 안내기를 이 형태로 교체할 예정이었으나 실제로 실현되지는 못했다. 다른 차량에서는 컬러 LED 전면 행선 안내기는 도입되었지만, 5035 편성에 사용되었던 것과는 다르게 베를리너 펜스터의 한 쪽 디스플레이를 정차역 안내용으로 사용하였고, 측면 행선 안내기는 도입되지 않았다. 5035 편성은 2019년 중검수에서 다른 차량과 동일한 행선 안내기로 다시 교체되었다.
H형 전동차는 F형 전동차와 함께 모든 대형 규격 노선을 운행하며, U5 노선에는 IK형 전동차도 운행한다. 바이젠터널(Waisentunnel)을 통한 U5/U8 노선 연결이 불가능하기 때문에 U5 노선과 다른 대형 규격 노선은 운행상으로 분리되어 있다.